# Kostel Narození Panny Marie (Zdice)
Kostel Narození Panny Marie je jedna z nejvýznamnějších zdických staveb. Je chráněn jako kulturní památka České republiky.

## Historie
Vystaven byl v barokním slohu v roce 1747 namísto bývalého gotického kostela ze 14. stol. Roku 1842 se zde ženil Karel Jaromír Erben. V devadesátých letech minulého století prošel rekonstrukcí, při níž do zvonice byly zavěšeny 4 nové zvony.

## Památky
Asi největší památkou je cínová křtitelnice z roku 1553.

## Přifařené obce
Přifařené obce jsou Zdice, Bavoryně, Černín, Chodouň a Knížkovice.